# Austin Grossman

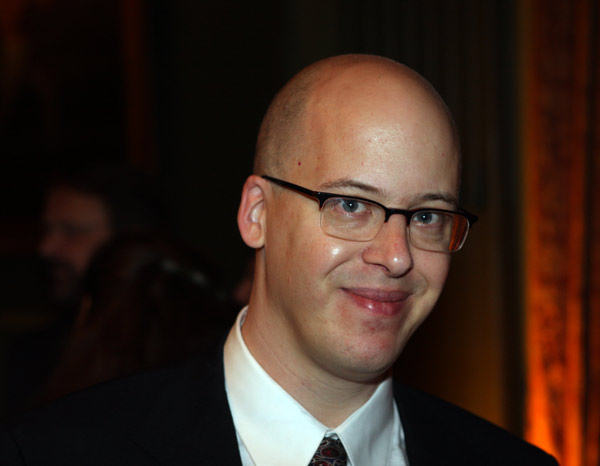
Austin Grossman im Oktober 2007 auf einer Benefizveranstaltung und Preisverleihung in New York.

Austin Grossman (* 26. Juni 1969 in Concord) ist ein US-amerikanischer Buchautor und Spieleentwickler, er lebt in Brooklyn und San Francisco.
Austin Grossman ist der Zwillingsbruder des Schriftstellers Lev und Bruder der Künstlerin Bathesba Grossman. Seine Eltern sind der Poet Allen und die Autorin Judith Grossman. Grossman studierte bis 1991 Englische Literatur an der Harvard University und strebt nun einen Doktor-Titel darin an.

## Veröffentlichungen

### Bücher
Austin Grossman erstes Buch Soon I will be Invincible erschien 2007 im Verlag Pantheon Books. Darin tritt eine Gruppe von Superhelden gegen einen Superschurken an.
Das Buch erschien im Mai 2010 bei Knaur in der Erstauflage unter dem Titel Dr. Impossible schlägt zurück (Ein Superhelden-Roman). 2013 erschien sein zweites Buch You: A Novel.

### Computerspiele
Grossmans erste Station als Spieleentwickler waren die Looking Glass Studios im Mai 1992. Später arbeitete er unter anderem auch für Ion Storm und Crystal Dynamics.
Spiele mit seiner Beteiligung
- 1993: Ultima Underworld 2: Labyrinth of Worlds
- 1994: System Shock
- 1995: Flight Unlimited
- 1996: Terra Nova: Strike Force Centauri
- 1998: Jurassic Park: Trespasser
- 2000: Deus Ex
- 2001: Clive Barker’s Undying
- 2001: Battle Realms
- 2003: Deus Ex: Invisible War
- 2004: Thief: Deadly Shadows
- 2006: Driver: Parallel Lines
- 2006: Tomb Raider: Legend
- 2006: Marc Ecko’s Getting Up: Contents Under Pressure
- 2006: Neverwinter Nights 2
- 2008: Frontlines: Fuel of War
- 2012: Dishonored: Die Maske des Zorns